# Yoran Chalon
Yoran Chalon (Zinnik, 27 april 1993) is een Belgisch voetballer. Sinds 2016 is hij actief bij US Rebecquoise, waar hij wordt gehuurd van Royale Union Saint-Gilloise.

## Spelerscarrière
In 2010 werd Chalon door AFC Tubize aangetrokken vanuit de jeugdopleiding van Excelsior Moeskroen. Hij maakte zijn debuut voor de tweedeklasser op 1 mei 2011 in de competitiewedstrijd tegen KVK Tienen die eindigde op een 1-1 gelijkspel. Gedurende zijn eerste drie seizoenen bij de Waalse club was dit meteen ook zijn enige officiële wedstrijd voor hen. In 2014 werd hij voor een seizoen uitgeleend aan toenmalig vierdeklasser KSK Halle. Na dit seizoen keerde hij nog een jaar terug naar Tubize waar hij, op één enkele invalbeurt na, niet speelde. In het daaropvolgende seizoen werd hij aangetrokken door promovendus en dus reeksgenoot Royale Union Saint-Gilloise. Ook hier kwam hij niet aan spelen, waardoor hij in 2016 werd verhuurd aan derdeklasser bij de amateurs US Rebecquoise.

## Statistieken
| Seizoen | Club                        | Land            | Competitie            | Duels | Doelp. |
| ------- | --------------------------- | --------------- | --------------------- | ----- | ------ |
| 2010/11 | AFC Tubize                  | Vlag van België | Tweede klasse         | 1     | 0      |
| 2011/12 | AFC Tubize                  | Vlag van België | Tweede klasse         | 0     | 0      |
| 2012/13 | AFC Tubize                  | Vlag van België | Tweede klasse         | 0     | 0      |
| 2013/14 | KSK Halle                   | Vlag van België | Vierde klasse         | 24    | 0      |
| 2014/15 | AFC Tubize                  | Vlag van België | Tweede klasse         | 1     | 0      |
| 2015/16 | Royale Union Saint-Gilloise | Vlag van België | Tweede klasse         | 0     | 0      |
| 2016/17 | US Rebecquoise              | Vlag van België | Derde klasse amateurs | 0     | 0      |
| Totaal  | Totaal                      | Totaal          | Totaal                | 26    | 0      |